# 十星文明戶
十星文明戶是中共中央在2008年後開始在全國農村實行的一種新文化整風運動，屬於獎勵面向方法，透過評選各村中一定數量的十星文明戶達成帶頭作用。每两年一评审，动态管理。

## 評選方式
评选活动在乡党委、乡政府的领导權下，由乡社会事务办公室和新农村建设办公室统一负责，由各村授牌，乡党委、政府对获“十星”農户在村大會上命名表彰。
先由农户按照评选标准自我认星報名，之後召开村民代表大会，由群众评议，由村支部、村委会對評選戶做檢驗考核，认定成功後立卡建档，并对获十星農户上报到乡，頒發十星文明戶名牌於農戶家門牌下方。连续三年获得“十星级文明户”荣誉称号的，推荐到上级進一步表彰。而違犯相關規定被撤销荣誉称号的，两年内不得再参加十星级文明户评选。

## 內容
- 爱国星─爱党爱国，关心集体。树立社會主義榮辱觀，策進关于农村改革、发展、稳定，参加乡村各种会议和公益活动。
- 教育星─重视教育，提高素质。參與农村文化建设，家中40岁以下成人无文盲，子女都完成九年义务教育无辍学现象。订有1份以上党报党刊。
- 科技星─科学生产，勤劳致富。能熟练掌握1到2门农业技術，不弃荒耕地，家庭人均纯收高于本村平均收入30％以上。带头推广新技术新品种取得实效。
- 法纪星─学法用法，遵章守纪。不参与黄、赌、毒；无偷盗、打架、聚众闹事、越级上访；无乱占、抢占、超占宅基地、偷税漏税。
- 和谐星─家庭和睦，邻里团结。重视家庭美德建设，贍養年老長輩，尊老爱幼建立起平等、友爱、和谐的家庭和邻里。
- 婚育星─晚婚晚育，计划生育。贯彻婚姻法、计生法，不近亲结婚，不包办买卖婚姻，不转亲换亲或非法領養、不超生或包庇超生人員。
- 新风星─破除迷信，移风易俗。反封建迷信不听信、不参与、不传播，坚持婚事新办丧事简办，不搞巫医算命求神，加强民族团结，坚与各种邪教组织作斗争。
- 卫生星─保护环境，讲究卫生。净化、亮化、美化庭院，參與廁廚改造，農村植樹，乡风文明、村容整洁，積極參與新農合。
- 勤俭星─艰苦奋斗，勤俭持家。自力更生计划开支，合理安排，不挥霍浪费，不好吃懒做、游手好闲。
- 公德星─助人为乐，造福乡村。发挥助人为乐的社会主义新风尚，积极拥军优属，扶危济困，自觉维护公共设施，保护集体财产不受损失。[3]

## 獎勵
鄉辦一級给予十星级文明户入党优先、当兵优先、入团优先、医疗优先、農技实验项目优先、教育优先等優先權福利，設立村級农家书屋、乡镇文化站、文化大院、健身房等設施時優先考慮鄰近十星户所在位置並委派其為管理人員。
对获得十星级文明户荣誉并符合贷款要求的农户，农村合作金融机构在贷款手续、额度、期限、利率等方面给予优惠便利；创新推出针对十星级文明户的惠农金融产品，改善扩大涉农贷款抵押品种，開闢專屬綠色高速通道。协调寿险公司为贷款十星小额借款人意外伤害保险服务”；优先为提供村干部综合福利保险服务，承保同时赠送“惠农卡”，让农户享意外风险保障。